# David Miculescu
David Raul Miculescu (Arad, 2 maggio 2001) è un calciatore rumeno, centrocampista del FCSB.

## Carriera

### Club
Cresciuto nel settore giovanile dell'UTA Arad, ha esordito in prima squadra il 23 settembre 2017 disputando l'incontro di Liga II perso 1-0 contro l'Olimpia Satu Mare.

### Nazionale
Ha giocato numerose partite con le varie nazionali giovanili rumene.
Nel 2023 ha partecipato agli Europei Under-21. Il 7 giugno 2025 fa il suo esordio in nazionale maggiore, nella gara persa 2-1 contro l'Austria.

## Statistiche

### Presenze e reti nei club
Statistiche aggiornate al 2 luglio 2025.
| Stagione        | Squadra         | Campionato      | Campionato | Campionato | Coppe nazionali | Coppe nazionali | Coppe nazionali | Coppe continentali | Coppe continentali | Coppe continentali | Altre coppe | Altre coppe | Altre coppe | Totale | Totale |
| Stagione        | Squadra         | Comp            | Pres       | Reti       | Comp            | Pres            | Reti            | Comp               | Pres               | Reti               | Comp        | Pres        | Reti        | Pres   | Reti   |
| --------------- | --------------- | --------------- | ---------- | ---------- | --------------- | --------------- | --------------- | ------------------ | ------------------ | ------------------ | ----------- | ----------- | ----------- | ------ | ------ |
| 2017-2018       | UTA Arad        | L2              | 1          | 0          | CR              | 0               | 0               | -                  | -                  | -                  | -           | -           | -           | 1      | 0      |
| 2018-2019       | UTA Arad        | L2              | 14         | 1          | CR              | 0               | 0               | -                  | -                  | -                  | -           | -           | -           | 14     | 1      |
| 2019-2020       | UTA Arad        | L2              | 25         | 3          | CR              | 0               | 0               | -                  | -                  | -                  | -           | -           | -           | 25     | 3      |
| 2020-2021       | UTA Arad        | L1              | 28         | 2          | CR              | 2               | 0               | -                  | -                  | -                  | -           | -           | -           | 30     | 2      |
| 2021-2022       | UTA Arad        | L1              | 37         | 8          | CR              | 1               | 0               | -                  | -                  | -                  | -           | -           | -           | 38     | 8      |
| ago. 2022       | UTA Arad        | L1              | 3          | 2          | CR              | 0               | 0               | -                  | -                  | -                  | -           | -           | -           | 3      | 2      |
| Totale UTA Arad | Totale UTA Arad | Totale UTA Arad | 108        | 16         |                 | 3               | 0               |                    | -                  | -                  |             | -           | -           | 111    | 16     |
| 2022-2023       | FCSB            | L1              | 36         | 3          | CR              | 2               | 0               | UECL               | 9                  | 0                  | -           | -           | -           | 47     | 3      |
| 2023-2024       | FCSB            | L1              | 35         | 5          | CR              | 3               | 1               | UECL               | 3                  | 0                  | -           | -           | -           | 41     | 6      |
| 2024-2025       | FCSB            | L1              | 37         | 6          | CR              | 1               | 0               | UCL+UEL            | 6+14               | 3+3                | SR          | 1           | 1           | 59     | 13     |
| 2025-2026       | FCSB            | L1              | -          | -          | CR              | -               | -               | UCL+UEL            | 4+0                | 1+0                | SR          | 1           | 0           | -      | -      |
| Totale FCSB     | Totale FCSB     | Totale FCSB     | 108        | 14         |                 | 6               | 1               |                    | 36                 | 7                  |             | 2           | 1           | 147    | 22     |
| Totale carriera | Totale carriera | Totale carriera | 216        | 30         |                 | 9               | 1               |                    | 36                 | 7                  |             | 2           | 1           | 258    | 38     |

### Cronologia presenze e reti in nazionale
| Cronologia completa delle presenze e delle reti in nazionale ― Romania | Cronologia completa delle presenze e delle reti in nazionale ― Romania | Cronologia completa delle presenze e delle reti in nazionale ― Romania | Cronologia completa delle presenze e delle reti in nazionale ― Romania | Cronologia completa delle presenze e delle reti in nazionale ― Romania | Cronologia completa delle presenze e delle reti in nazionale ― Romania | Cronologia completa delle presenze e delle reti in nazionale ― Romania | Cronologia completa delle presenze e delle reti in nazionale ― Romania |
| Data                                                                   | Città                                                                  | In casa                                                                | Risultato                                                              | Ospiti                                                                 | Competizione                                                           | Reti                                                                   | Note                                                                   |
| ---------------------------------------------------------------------- | ---------------------------------------------------------------------- | ---------------------------------------------------------------------- | ---------------------------------------------------------------------- | ---------------------------------------------------------------------- | ---------------------------------------------------------------------- | ---------------------------------------------------------------------- | ---------------------------------------------------------------------- |
| 7-6-2025                                                               | Vienna                                                                 | Austria                                                                | 2 – 1                                                                  | Romania                                                                | Qual. Mondiali 2026                                                    | -                                                                      | 78’                                                                    |
| 10-6-2025                                                              | Bucarest                                                               | Romania                                                                | 2 – 0                                                                  | Cipro                                                                  | Qual. Mondiali 2026                                                    | -                                                                      | 82’                                                                    |
| Totale                                                                 |                                                                        | Presenze                                                               | 2                                                                      |                                                                        | Reti                                                                   | 0                                                                      |                                                                        |

## Palmarès

### Club

#### Competizioni nazionali
- Liga II: 1

UTA Arad: 2019-2020
- Campionato rumeno: 2

FCSB: 2023-2024, 2024-2025
- Supercoppa di Romania: 2

FCSB: 2024, 2025